# Scala alla trapanese

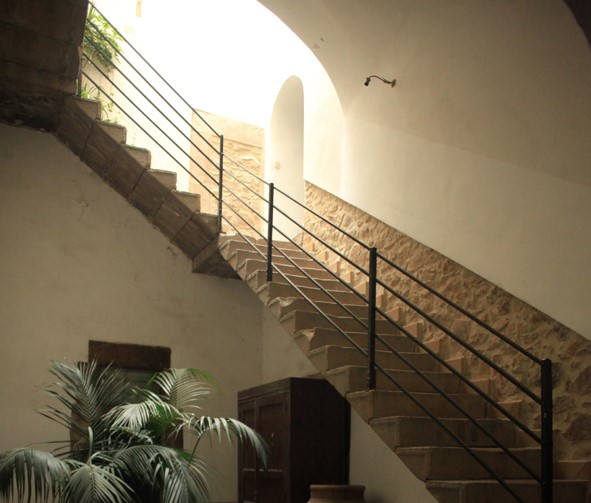
Mistretta, Palazzo Scaduto: scala alla trapanese

La scala alla trapanese è una tipologia di scala, tipica di Trapani, e successivamente diffusa anche in altre parti della Sicilia, resa nota dall'architetto trapanese Francesco La Grassa.
Si tratta di una particolare scala sospesa di pietra monoblocco a vista, delle locali cave, tipica dell'architettura civile trapanese dall'Ottocento, fino alla prima metà del novecento.

## Realizzazioni
A Trapani  si possono ammirare ancora a casa Ferrante (1908) di tipo elicoidale, Villino Nasi (1913), palazzo Montalto (1924) e nel Palazzo delle Poste (1927), tutte opera di La Grassa.
A Palermo, Palazzo Plaia di Vatticani, scala alla trapanese dello scriptorium.
Sui Nebrodi, a Mistretta, oltre alla scala del Palazzo Scaduto considerata la più alta scala alla trapanese esistente, sono presenti esempi di più umile fattura, spesso esterni alle abitazioni, in vari edifici della cittadina.

## Descrizione
Invece che di una scala sospesa a vite, è a cassa perimetrale quadrata, con i gradini in pietra autoportante a sbalzo e nucleo centrale vuoto, che rivelano una evidente relazione proprio nella concezione tecnologica.
Nella forma più semplice è costituita da un'unica rampa di ampiezza limitata, ma può giungere a modelli con più complesse caratteristiche geometriche e formali. In qualche caso è stata realizzata anche con rampe di tipo elicoidale.